# 安宁西路街道
安宁西路街道，是中华人民共和国甘肃省兰州市安宁区下辖的一个乡镇级行政单位。

## 行政区划
安宁西路街道下辖以下地区：
水挂庄社区、费家营社区、万里社区、兰飞社区、阳光社区、枣林路社区、长风社区和交大社区。